# Хе Ци
Хе Ци (кин: 何姿; пинјин: Hé Zī; Нанинг, 11. децембар 1990) елитна је кинеска скакачица у воду, вишеструка светска, те олимпијска и азијска првакиња. Њена специјалност су скокови са даске са висине од једног и три метра, појединачно и синхронизовано.
Скокове у воду почела је да тренира још као шестогодишња девојчица, а прве медаље освојила је 2002. на јуниорском првенству Кине, док је у сениорској репрезентацији дебитовала на Азијским играма 2006. у Дохи где је освојила две сребрне медаље.
На светским првенствима дебитовала је 2007. године у Мелбурну где је освојила своју прву златну медаљу (у дисциплини даска 1 метар). Исте године освојила је и титулу националног првака у истој дисциплини.
У пару са Ву Минсја освојила је златну олимпијску медаљу на Играма у Лондону 2012. у синхронизованим скоковима са даске.
Године 2013. проглажена је од стране ФИНА за најбољу светску скакачицу у воду.

## Резултати
Олимпијске игре
- Лондон 2012. | даска синхронизовано (у пару са Ву Минсја)
- Лондон 2012. | даска 3 метра појединачно

Светска првенства
- Мелбурн 2007. | даска 1м
- Шангај 2011. | даска 3м синхро (у пару са Ву Минсја)
- Барселона 2013. | даска 1 метар
- Барселона 2013. | даска 3 метра
- Шангај 2011. | даска 3 метра
- Казањ 2015. | даска 3 метра
- Казањ 2015. | даска 1 метар

Азијске игре
- Гуангџоу 2010.| даска 3 метра
- Доха 2006.| даска 1 метар
- Доха 2006.| даска 3 метра